# Jon Oliva
John Nicholas Oliva (Bronx, Nueva York, Estados Unidos, 22 de julio de 1958), es uno de los fundadores y vocalista líder de la banda de Heavy metal Savatage. Es hermano del fallecido guitarrista Criss Oliva, quien también formó parte de dicha agrupación.

## Carrera
Participó en la mayoría de discos de Savatage hasta 2002. Desde ese momento la banda ha permanecido inactiva. Adelanta actualmente dos proyectos paralelos a Savatage: Jon Oliva's Pain y Trans-Siberian Orchestra. Junto a Jon Oliva's Pain ha lanzado cuatro discos: Tage Mahal en 2004, Maniacal Renderings en 2006, Global Warning en 2008 y Festival en 2010. Junto a Trans-Siberian Orchestra ha participado en toda su discografía, desde 1996 hasta la fecha. En 1994 formó parte del proyecto Doctor Butcher junto al guitarrista Chris Caffery, grabando un álbum homónimo el mismo año. En 2010 participó como artista invitado en el disco Angel of Babylon del supergrupo Avantasia, siendo la voz principal en la canción "Death is Just a Feeling".

## Discografía

### Savatage
- Sirens (1983)
- The Dungeons Are Calling (1984)
- Power Of The Night (1985)
- Fight For The Rock (1986)
- Hall Of The Mountain King (1987)
- Gutter Ballet (1989)
- Streets (1991)
- Edge of Thorns (1993)
- Handful of Rain (1994)
- Dead Winter Dead (1995)
- The Wake of Magellan (1997/98)
- Poets and Madmen (2001)

### Doctor Butcher
- Doctor Butcher (1994)

### Trans-Siberian Orchestra
- Christmas Eve and Other Stories (1996)
- The Christmas Attic (1998)
- Beethoven's Last Night (2000)
- The Lost Christmas Eve (2004)
- Night Castle (2009)

### Jon Oliva's Pain
- Tage Mahal (2004)
- Maniacal Renderings (2006)
- Global Warning (2008)
- Festival (2010)

### Oliva
- Raise The Curtain (2013)